# Корте де Кортези кон Чињоне
Корте де Кортези кон Чињоне (итал. Corte de' Cortesi con Cignone) је насеље у Италији у округу Кремона, региону Ломбардија.
Према процени из 2011. у насељу је живело 993 становника. Насеље се налази на надморској висини од 62 м.

## Становништво
| 1936. | 1951. | 1961. | 1971. | 1981. | 1991. | 2001. | 2011. |
| ----- | ----- | ----- | ----- | ----- | ----- | ----- | ----- |
| 2.433 | 2.370 | 1.896 | 1.371 | 1.155 | 993   | 993   | 1.123 |